# Кункова

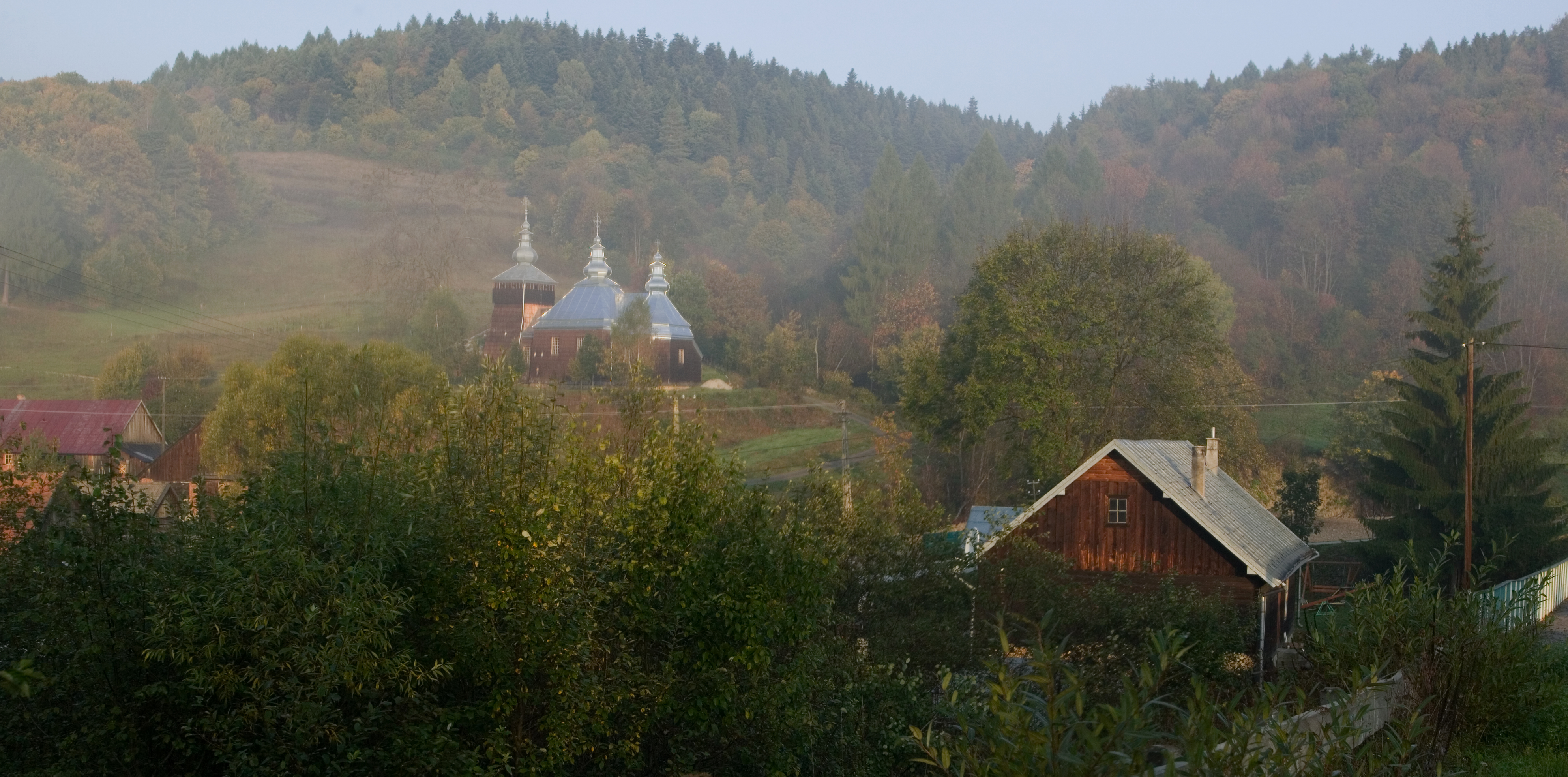
Вид села Кункова

Кунко́ва (русин. Кунькова, пол. Kunkowa) — село в Польше, находящееся на территории гмины Усце-Горлицке Горлицкого повята Малопольского воеводства.

## География
Село находится в 6 км от Усце-Горлицке, в 10 км от Горлице и в 102 км от Кракова.

## История
Первое письменное свидетельство о селе Кункова относится к 1599 году в связи с упоминанием покупки участка земли воеводой Яном Потоцким. Первая церковь в Кункове упоминается в 1677 году. В 1921 году численность населения села составляла 233 жителей, большинство которых были лемками. После Второй мировой войны жителей села во время операции «Висла» переселили в западную часть Польши, а в село прибыли польские переселенцы. В 1956 году большинство лемков возвратилось в Кункову. В 1960 году численность польского населения сократилось до 42 человек.

## Достопримечательности
- Церковь святого Евангелиста Луки — православная церковь. Памятник архитектуры Малопольского воеводства.